# Marlers
Marlers là một xã ở tỉnh Somme, vùng Hauts-de-France, Pháp.
Thị trấn này tọa lạc trên đường D98, khoảng 25 dặm Anh về phía tây nam của Amiens.

## Dân số
| 1962                                                           | 1968 | 1975 | 1982 | 1990 | 1999 |
| -------------------------------------------------------------- | ---- | ---- | ---- | ---- | ---- |
| 154                                                            | 155  | 159  | 152  | 120  | 147  |
| Số liệu điều tra dân số từ năm 1962, dân số không tính hai lần |      |      |      |      |      |